# Oratorio della Santissima Annunziata (Faenza)
L'oratorio della Santissima Annunziata è una chiesa sconsacrata di Faenza. Si trova lungo la strada che conduce verso Forlì, accanto alla chiesa di Sant'Antonino.
Si tratta di un edificio quattrocentesco, oggi adibito a sala espositiva.
Storicamente la chiesa era sede della Compagnia della Santissima Annunziata.
Nel 1476 l'oratorio fu rinnovato e i lavori erano diretti da Raffaele Campidori e Pietro Tomba.